# Otfried Ulshöfer
Otfried Ulshöfer (* 3. September 1930 in Göppingen; †  26. Juli 2021 in Ludwigsburg) war ein deutscher Verwaltungsjurist und Kommunalpolitiker (FDP).
Ulshöfer absolvierte ein Studium der Rechtswissenschaft in Tübingen. Dort wurde er 1951 Mitglied der Studentenverbindung AG Rothenburg. 1957 wurde er am Institut für Besatzungsfragen der Eberhard Karls Universität Tübingen zum Dr. jur. promoviert. Ab 1959 war er wissenschaftlicher Referent am Max-Planck-Institut für ausländisches öffentliches Recht und Völkerrecht in Heidelberg. Danach war er im Bundesministerium für Entwicklungshilfe tätig, unter anderen als persönlicher Referent des Ministers Walter Scheel.
Von 1968 bis 1984 war er Oberbürgermeister der Stadt Ludwigsburg. In seine Amtszeit fiel der umstrittene Bau des Forums am Schlosspark.
Von 1984 bis 1990 wirkte Ulshöfer als Personalgeschäftsführer bei Wüstenrot, von 1990 bis 1993 leitete er für die Gesellschaft für Internationale Zusammenarbeit  Kommunalprojekte in Indonesien. Ab 2008 fungierte Otfried Ulshöfer für einige Jahre als Vorsitzender des Förderkreises Burkina-Faso e. V.
Ulshöfer starb am 26. Juli 2021 im Alter von 90 Jahren in Ludwigsburg. Er war verheiratet.

## Ehrungen
- 1980: Verdienstkreuz am Bande der Bundesrepublik Deutschland
- 1984: Verdienstkreuz 1. Klasse der Bundesrepublik Deutschland
- 2007: Bürgermedaille der Stadt Ludwigsburg[5]